# Малая Снежедь
Малая Снежедь (Снежедок) — река в России, протекает в Тульской области. Правый приток реки Снежедь.

## География
Река берёт начало у села Меркулово. Течёт на юг. Устье реки находится у деревни Бежин Луг в 27 км по правому берегу реки Снежедь. Длина реки составляет 22 км, площадь водосборного бассейна 105 км².

## Данные водного реестра
По данным государственного водного реестра России относится к Окскому бассейновому округу, водохозяйственный участок реки — Ока от города Орёл до города Белёв, речной подбассейн реки — бассейны притоков Оки до впадения Мокши. Речной бассейн реки — Ока.
Код объекта в государственном водном реестре — 09010100212110000018506.